# Чэнь Чжунжуй
Чэнь Чжунжуй (кит. упр. 陈中瑞 , пиньинь  Chén Zhōngruì, родился в октябре 1984 г.) — китайский военный летчик и тайконавт (космонавт).

## Биография[3]
Чэнь Чжунжуй, по национальности — Хань родился в октябре 1984 года в уезде Хуасянь провинции Хэнань. Он имеет высшее образование со степенью бакалавра. В июне 2005 года Чэнь Чжунжуй вступил в члены КПК.
Еще учась в средней школе он стал готовиться к карьере летчика. Свою мечту Чэнь Чжунжуй осуществил, став военным летчиком после окончания Чанчуньского летного училища ВВС НОАК (в настоящее время-Авиационный университет ВВС). До зачисления в отряд космонавтов служил в строевых частях и летчиком-инструктором учебного центра ВВС, получив квалификацию «летчик 1-го класса». Имеет воинское звание полковника ВВС.
В сентябре 2020 года после подачи заявления и жесткого отбора Чэнь Чжунжуй был зачислен в третью группу кандидатов в космонавты и прошел двухлетний курс общекосмической подготовки по программе пилотов, получив квалификацию «космонавт 4-го класса». Является заместителем командира Эскадрильи космонавтов КНР. Результатом всесторонней оценки непосредственной подготовки к полету стало назначение Чэнь Чжунжуя членом экипажа космического корабля «Шэньчжоу-20» и 9-й основной экспедиции на орбитальной станции Тяньгун. Миссия началась стартом космического корабля «Шэньчжоу-20» 4го апреля 2025 г..
Статистика полетов Чэнь Чжунжуя
| #               | Статус в полете | Корабль, Миссия         | Старт, UTC           | Корабль посадки | Посадка, UTC    | Налёт              | ВКД: время (количество) |
| --------------- | --------------- | ----------------------- | -------------------- | --------------- | --------------- | ------------------ | ----------------------- |
| 1               | Член экипажа    | Шэньчжоу-20, Тяньгун(9) | 24.04.2025, 09:17:31 | Шэньчжоу-20     | В полете        | 115дн. 5час. 8мин. | 14 часов 24 минуты (2)  |
| Суммарный налёт | Суммарный налёт | Суммарный налёт         | Суммарный налёт      | Суммарный налёт | Суммарный налёт | 115дн. 5час. 8мин. | 14 часов 24 минуты (2)  |

### Комментарии
1. ↑  ВКД — Внекорабельная деятельность или выход в открытый космос